# Шалом (имя)
Шалом (устаревшее — Шелом) — личное имя, русская версия библейского имени (др.-евр. שָׁלוֹם‬ — Шалом или Салим). 
Личное имя происходит от еврейского слова «шалом», — что в буквальном переводе на русский язык означает «мир».
Существуют разные вариации и формы этого имени, например: Шолом, Салим, Шалум и т. д.
Также существуют фамилии происходящие от этого личного имени, например: Шалумовы.